# Ninox superciliaris
El nínox malgache (Ninox superciliaris) es una especie de ave estrigiforme de la familia Strigidae. Es endémica de Madagascar, donde habita bosques y matorrales semiáridos. No se reconocen subespecies.